# Instituto Kurchatov
O Instituto Kurchatov (em russo:   Роcсийский научный центр "Курчатовский Институт" — Centro Científico Russo "Instituto Kurchatov") é a instituição de pesquisa e desenvolvimento da Rússia líder em energia nuclear. Na época da União Soviética foi conhecido como "Instituto de Energia Atômica I. V. Kurchatov" (em russo:  Институт Атомной Энергии им. И.В. Курчатова), abreviado como KIAE (em russo:  КИАЭ). Seu nome homenageia Igor Kurchatov.
Até 1955 conhecido pelo nome secreto "Laboratório nº 2 da Academia de Ciências da Rússia", o Instituto Kurchatov foi fundado em 1943 com o propósito inicial de desenvolver armas nucleares. A maioria dos reatores nucleares soviéticos foram projetados no instituto. Desde 1955 o instituto é responsável pelas maioria dos trabalhos científicos experimemntais de fusão nuclear e física do plasma. O primeiro sistema tokamak foi desenvolvido no instituto, sendo o de maior sucesso o T-3 e sua versão ampliada T-4. O T-4 foi testado em 1968 em Novosibirsk, controlando a primeira reação de fusão termonuclear quase estacionária.